# Stefanos

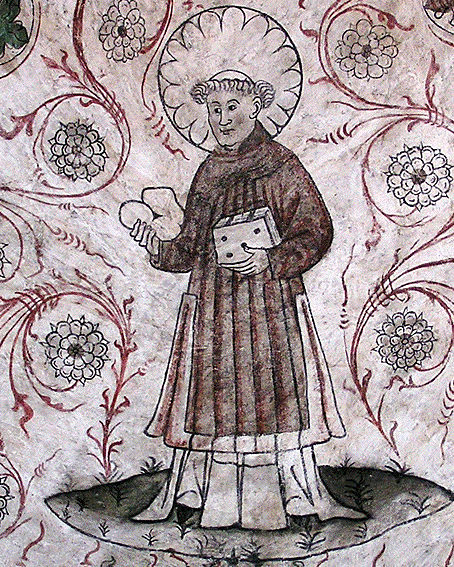
Sankt Stefan i Överselö kyrka.

Stefanos, Stefanus, sankt Stefan eller sankt Staffan (grekiska  (Stéphanos (Στέφανος), latin Stephanus), död cirka 35 e.Kr. i Jerusalem, var enligt Bibeln diakon och räknas som kristendomens, efter Jesus själv, första martyr. Han benämns därför St. Stefanos Protomartyr.
Berättelsen om hans martyrskap återfinns i kapitel 7 av Apostlagärningarna. Stefanos vördas som helgon inom Romersk-katolska kyrkan med festdag 26 december och Östortodoxa kyrkan med festdag 27 december.

## Biografi
Stefanos var den förste kristne martyren och kallas därför protomartyr. Enligt Apostlagärningarna var han ledare för de grekisktalande medlemmarna av urförsamlingen, och när han sjöng Kristi lov, dömdes han av det judiska rådet (sanhedrin) för hädelse och stenades till döds omkring år 35. Saul, senare även känd som Paulus, samtyckte före sin omvändelse till kristendomen till stenandet av Stefanos.
Stefanos var även kyrkans förste diakon. Ämbetet infördes för att befria apostlarna från kyrkans materiella tjänster, bland annat utdelning av mat bland de fattiga. 
Stefanos är skyddspatron för hästar, kuskar, stalldrängar, stenhuggare, skräddare, vävare och timmermän. Han anropas vid besatthet, huvudvärk och för en salig död.
I svenska kyrkor förekommer Stefanos på muralmålningar och altarskåp. Han framställs i diakondräkt med tre stenar.
Stefanos reliker vördas i basilikan San Lorenzo fuori Le Mura i nordöstra Rom. De bevaras i en stensarkofag tillsammans med den helige Laurentius reliker. Några kyrkor i Sverige är tillägnade Stefanos, se Stefanskyrkan, Stockholm, Knivsta gamla kyrka samt Västerslättskyrkan S:t Staffan. 
Annandag jul är tillägnad Stefanos i största delen av den kristna världen och kallas även Stefanidagen eller tidigare mer folkligt Staffansmäss.

### Webbkällor
- ”St. Stephen”. Catholic Encyclopedia. New Advent. http://www.newadvent.org/cathen/14286b.htm. Läst 26 december 2017.
- ”Santo Stefano, primo martire”. Santi e Beati. http://www.santiebeati.it/dettaglio/22050. Läst 26 december 2017.
- "Apostle Stephen the Protomartyr". OrthodoxWiki. Läst 21 maj 2021.